# بوك بيكر
بوك بيكر (بالإنجليزية: Bock Baker)‏ هو لاعب كرة قاعدة أمريكي، ولد في 17 يوليو 1878 في تروي في الولايات المتحدة، وتوفي في 17 أغسطس 1940.

## وصلات خارجية
- بوك بيكر على موقعبيزبول رفرنس.كوم (الدوري الرئيسي) (الإنجليزية)
- بوك بيكر على موقعبيزبول رفرنس.كوم (الدوري الثانوي) (الإنجليزية)